# Carl Adolph Terscheck
Carl Adolph Terscheck (Elsterwerda, 2 de abril de 1782 – Dresde, 22 de junio de 1869) fue un botánico sajón y cofundador del Jardín Botánico de Dresde.

## Biografía
Los Terscheck pertenecían a una de las familias más famosas de jardineros de Sajonia y en 1801, plantaron la mundialmente famosa camelia Pillnitz en su actual ubicación.
Su padre Johann Matthäus Terscheck, fue treinta años maestro jardinero en el Elsterwerdaer Castle Garden, y preparó con su hijo, entre 1797 a 1800, el Jardín del castillo. Después de ese entrenamiento, fue entre 1800 a 1802 oficial jardinero en Pillnitz Castle Gardens, donde desde 1801 y hasta hoy, se conserva el Pillnitz camelia en el entonces invernadero junto al edificio, y en su ubicación actual. Esa planta productora de esquejes, ahora alcanza 8,9 m de altura, y es una de las camelias más antiguas de Europa.

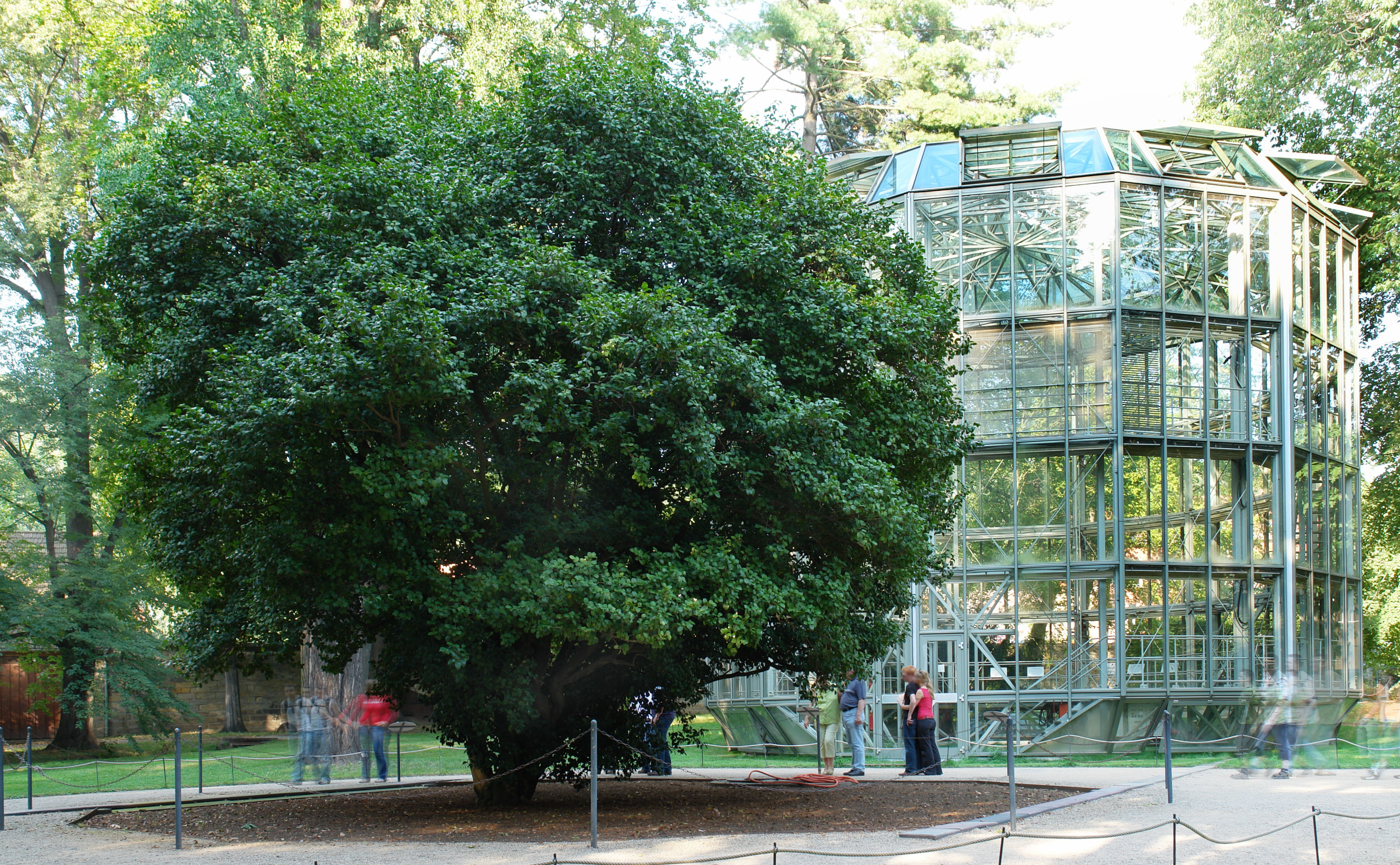
La camelia de Pillnitz.

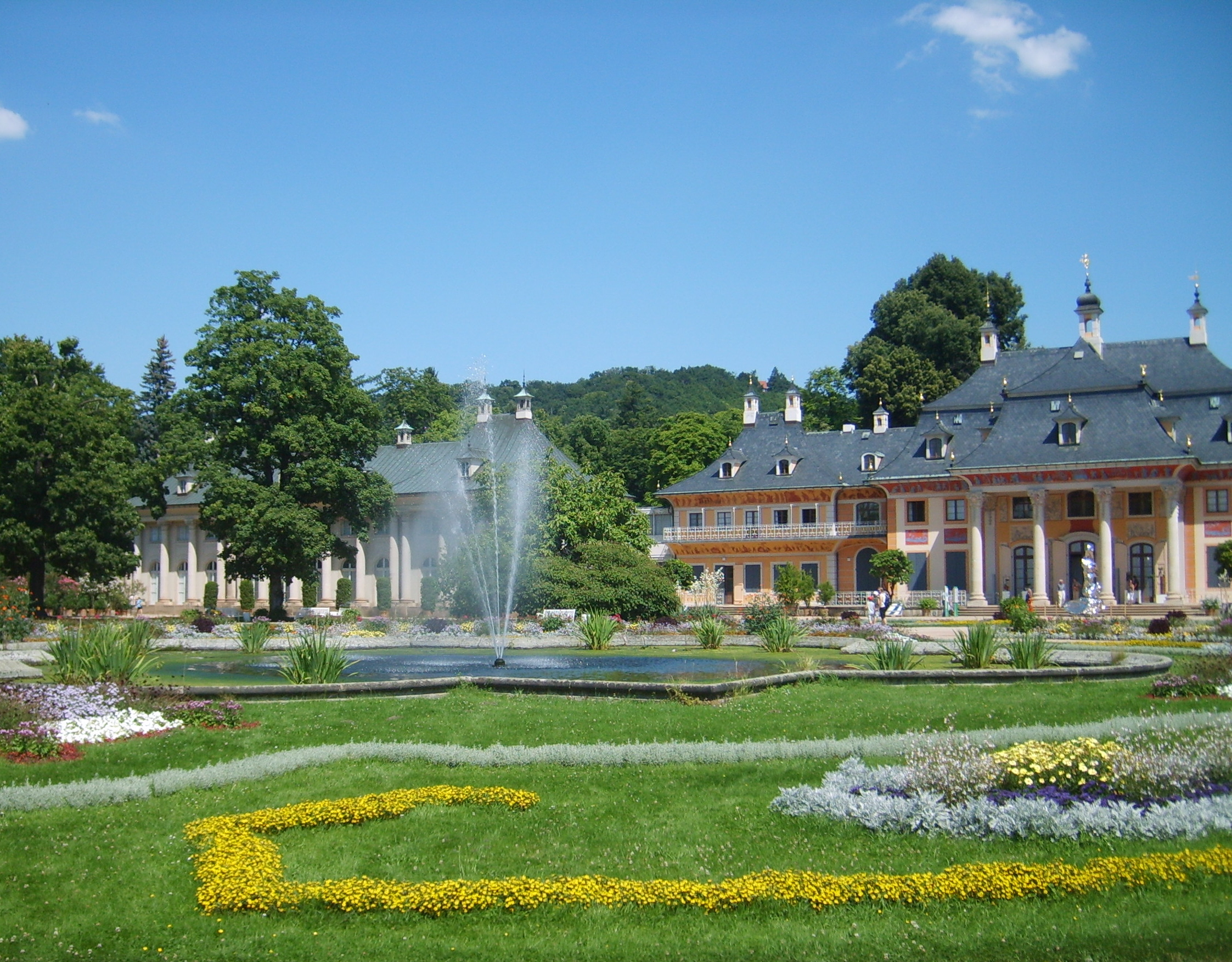
Lustgarten Pillnitz

Después de seis años, con trabajos en Schönbrunn, Laxenburg y París, fue jardinero en el castillo Eythra en Leipzig. En 1838, bajo su liderazgo se creó el sector "estilo inglés" del Jardín del palacio, el Pillnitzer Lustgarten y otras plantas de jardín en el castillo Zwinger, así como en la "Plaza Antonplatz", en Dresde.
En 1820, junto con Ludwig Reichenbach y su hermano Johann Gottfried Terscheck, construyeron los Jardines Botánicos, en el terreno del "Bastión de Marte", de la ciudad de Dresde al este del Palacio Kurlander, y en 1889 se trasladó a su actual emplazamiento en la Stübelallee.
En "Dresde Bürgerwiese" creó entre 1843 a 1850, un parque artístico con rica decoración escultórica. Y se completó en 1869 como el primer parque de la ciudad de Dresde. Desde 1847 a 1852, diseñó el jardín del Palacio japonés con también paisajes ingleses.
Los Terscheck, que ocupaban un apartamento cerca del Palacio japonés, se retiraron en 1865, Después de su muerte en 1869, la Oficina de jardinería de la Corte, en Pillnitz, fue oficialmente abolida.

## Literatura
- Stephanie Jäger. Das Wirken des Hofgärtners Carl Adolf Terscheck in Dresden. In: Mitteilungen des Landesvereins Sächsischer Heimatschutz 1 (1995): 31-35: Il.
- La abreviatura «Terschek» se emplea para indicar a Carl Adolph Terscheck como autoridad en la descripción y clasificación científica de los vegetales.[7]